# كوسويني
كوسويني، (بالإنجليزية: Cossoine)‏، هي بلدية، في مقاطعة ساساري، في منطقة سردينيا الإيطالية، وتقع على بعد حوالي 140 كم (87 ميل) إلى الشمال من كالياري، وحوالي 35 كم (22 ميل) جنوب شرق ساساري.

## السكان
في سنة 1861 بلغ عدد السكان 1٬424 نسمة، وتطور العدد ليصل في سنة 2019 لـ 819 نسمة.
يظهر هذا المخطط البياني تطور النمو السكاني لـ كوسويني